# Danh sách tiểu hành tinh: 23501–23600
| Tên                   | Tên đầu tiên | Ngày phát hiện       | Nơi phát hiện          | Người phát hiện                      |
| --------------------- | ------------ | -------------------- | ---------------------- | ------------------------------------ |
| 23501 -               | 1992 CK1     | 12 tháng 2 năm 1992  | Mérida                 | O. A. Naranjo, J. Stock              |
| 23502 -               | 1992 DE3     | 25 tháng 2 năm 1992  | Kitt Peak              | Spacewatch                           |
| 23503 -               | 1992 DD4     | 29 tháng 2 năm 1992  | Kitt Peak              | Spacewatch                           |
| 23504 Haneda          | 1992 EX      | 7 tháng 3 năm 1992   | Geisei                 | T. Seki                              |
| 23505 -               | 1992 EB4     | 1 tháng 3 năm 1992   | La Silla               | UESAC                                |
| 23506 -               | 1992 EC8     | 2 tháng 3 năm 1992   | La Silla               | UESAC                                |
| 23507 -               | 1992 EQ13    | 2 tháng 3 năm 1992   | La Silla               | UESAC                                |
| 23508 -               | 1992 ET14    | 1 tháng 3 năm 1992   | La Silla               | UESAC                                |
| 23509 -               | 1992 HQ3     | 30 tháng 4 năm 1992  | Kitt Peak              | Spacewatch                           |
| 23510                 | 1992 PA2     | 4 tháng 8 năm 1992   | Palomar                | H. E. Holt                           |
| 23511                 | 1992 PB2     | 4 tháng 8 năm 1992   | Palomar                | H. E. Holt                           |
| 23512                 | 1992 PC3     | 6 tháng 8 năm 1992   | Palomar                | H. E. Holt                           |
| 23513                 | 1992 PZ3     | 2 tháng 8 năm 1992   | Palomar                | H. E. Holt                           |
| 23514 Schneider       | 1992 RU      | 2 tháng 9 năm 1992   | Tautenburg Observatory | F. Börngen, L. D. Schmadel           |
| 23515 -               | 1992 RF2     | 2 tháng 9 năm 1992   | La Silla               | E. W. Elst                           |
| 23516 -               | 1992 RK2     | 2 tháng 9 năm 1992   | La Silla               | E. W. Elst                           |
| 23517 -               | 1992 RO3     | 2 tháng 9 năm 1992   | La Silla               | E. W. Elst                           |
| 23518                 | 1992 SP1     | 20 tháng 9 năm 1992  | Kushiro                | S. Ueda, H. Kaneda                   |
| 23519 -               | 1992 SG13    | 23 tháng 9 năm 1992  | Palomar                | E. F. Helin                          |
| 23520 Ludwigbechstein | 1992 SM26    | 23 tháng 9 năm 1992  | Tautenburg Observatory | F. Börngen                           |
| 23521 -               | 1992 US1     | 21 tháng 10 năm 1992 | Kiyosato               | S. Otomo                             |
| 23522                 | 1992 WC9     | 18 tháng 11 năm 1992 | Kushiro                | S. Ueda, H. Kaneda                   |
| 23523                 | 1993 AQ      | 13 tháng 1 năm 1993  | Kushiro                | S. Ueda, H. Kaneda                   |
| 23524 -               | 1993 BF3     | 23 tháng 1 năm 1993  | Kitami                 | K. Endate, K. Watanabe               |
| 23525 -               | 1993 FS22    | 21 tháng 3 năm 1993  | La Silla               | UESAC                                |
| 23526 -               | 1993 FJ32    | 21 tháng 3 năm 1993  | La Silla               | UESAC                                |
| 23527 -               | 1993 FD37    | 19 tháng 3 năm 1993  | La Silla               | UESAC                                |
| 23528 -               | 1993 FQ38    | 19 tháng 3 năm 1993  | La Silla               | UESAC                                |
| 23529 -               | 1993 FR45    | 19 tháng 3 năm 1993  | La Silla               | UESAC                                |
| 23530 -               | 1993 FV45    | 19 tháng 3 năm 1993  | La Silla               | UESAC                                |
| 23531 -               | 1993 FN62    | 19 tháng 3 năm 1993  | La Silla               | UESAC                                |
| 23532 -               | 1993 JG1     | 14 tháng 5 năm 1993  | La Silla               | E. W. Elst                           |
| 23533 -               | 1993 PU5     | 15 tháng 8 năm 1993  | Caussols               | E. W. Elst                           |
| 23534 -               | 1993 QP3     | 18 tháng 8 năm 1993  | Caussols               | E. W. Elst                           |
| 23535 -               | 1993 QL7     | 20 tháng 8 năm 1993  | La Silla               | E. W. Elst                           |
| 23536 -               | 1993 QS9     | 20 tháng 8 năm 1993  | La Silla               | E. W. Elst                           |
| 23537 -               | 1993 SA6     | 17 tháng 9 năm 1993  | La Silla               | E. W. Elst                           |
| 23538 -               | 1993 TM15    | 9 tháng 10 năm 1993  | La Silla               | E. W. Elst                           |
| 23539 -               | 1993 TU15    | 9 tháng 10 năm 1993  | La Silla               | E. W. Elst                           |
| 23540 -               | 1993 TV19    | 9 tháng 10 năm 1993  | La Silla               | E. W. Elst                           |
| 23541 -               | 1993 TU29    | 9 tháng 10 năm 1993  | La Silla               | E. W. Elst                           |
| 23542 -               | 1993 TN30    | 9 tháng 10 năm 1993  | La Silla               | E. W. Elst                           |
| 23543 -               | 1993 UK      | 16 tháng 10 năm 1993 | Kitami                 | K. Endate, K. Watanabe               |
| 23544 -               | 1993 XW      | 11 tháng 12 năm 1993 | Oizumi                 | T. Kobayashi                         |
| 23545 -               | 1994 AC      | 2 tháng 1 năm 1994   | Oizumi                 | T. Kobayashi                         |
| 23546 -               | 1994 AV10    | 8 tháng 1 năm 1994   | Kitt Peak              | Spacewatch                           |
| 23547 Tognelli        | 1994 DG      | 17 tháng 2 năm 1994  | San Marcello           | L. Tesi, G. Cattani                  |
| 23548 -               | 1994 EF2     | 11 tháng 3 năm 1994  | Palomar                | K. J. Lawrence                       |
| 23549 Epicles         | 1994 ES6     | 9 tháng 3 năm 1994   | Caussols               | E. W. Elst                           |
| 23550 -               | 1994 GK9     | 11 tháng 4 năm 1994  | Palomar                | E. F. Helin                          |
| 23551 -               | 1994 GO9     | 11 tháng 4 năm 1994  | Palomar                | E. F. Helin                          |
| 23552 -               | 1994 NB      | 3 tháng 7 năm 1994   | Palomar                | E. F. Helin                          |
| 23553 -               | 1994 PL4     | 10 tháng 8 năm 1994  | La Silla               | E. W. Elst                           |
| 23554 -               | 1994 PJ11    | 10 tháng 8 năm 1994  | La Silla               | E. W. Elst                           |
| 23555 -               | 1994 PP15    | 10 tháng 8 năm 1994  | La Silla               | E. W. Elst                           |
| 23556 -               | 1994 PY25    | 12 tháng 8 năm 1994  | La Silla               | E. W. Elst                           |
| 23557 -               | 1994 PU26    | 12 tháng 8 năm 1994  | La Silla               | E. W. Elst                           |
| 23558 -               | 1994 PW26    | 12 tháng 8 năm 1994  | La Silla               | E. W. Elst                           |
| 23559 -               | 1994 PD32    | 12 tháng 8 năm 1994  | La Silla               | E. W. Elst                           |
| 23560 -               | 1994 RX8     | 12 tháng 9 năm 1994  | Kitt Peak              | Spacewatch                           |
| 23561 -               | 1994 RM12    | 1 tháng 9 năm 1994   | Palomar                | E. F. Helin                          |
| 23562 -               | 1994 TR1     | 2 tháng 10 năm 1994  | Kitami                 | K. Endate, K. Watanabe               |
| 23563 -               | 1994 UP8     | 28 tháng 10 năm 1994 | Kitt Peak              | Spacewatch                           |
| 23564 -               | 1994 VX1     | 6 tháng 11 năm 1994  | Colleverde             | V. S. Casulli                        |
| 23565 -               | 1994 WB      | 23 tháng 11 năm 1994 | Sudbury                | D. di Cicco                          |
| 23566 -               | 1994 WS1     | 27 tháng 11 năm 1994 | Oizumi                 | T. Kobayashi                         |
| 23567 -               | 1994 YG      | 21 tháng 12 năm 1994 | Oizumi                 | T. Kobayashi                         |
| 23568 -               | 1994 YU      | 28 tháng 12 năm 1994 | Oizumi                 | T. Kobayashi                         |
| 23569 -               | 1994 YF1     | 28 tháng 12 năm 1994 | Oizumi                 | T. Kobayashi                         |
| 23570 -               | 1995 AA      | 1 tháng 1 năm 1995   | Chiyoda                | T. Kojima                            |
| 23571 Zuaboni         | 1995 AB      | 1 tháng 1 năm 1995   | Sormano                | M. Cavagna, E. Galliani              |
| 23572 -               | 1995 AS2     | 10 tháng 1 năm 1995  | Chiyoda                | T. Kojima                            |
| 23573 -               | 1995 BG      | 23 tháng 1 năm 1995  | Oizumi                 | T. Kobayashi                         |
| 23574 -               | 1995 BX      | 25 tháng 1 năm 1995  | Oizumi                 | T. Kobayashi                         |
| 23575 -               | 1995 BE2     | 30 tháng 1 năm 1995  | Oizumi                 | T. Kobayashi                         |
| 23576 -               | 1995 DZ3     | 21 tháng 2 năm 1995  | Kitt Peak              | Spacewatch                           |
| 23577 -               | 1995 DY8     | 24 tháng 2 năm 1995  | Kitt Peak              | Spacewatch                           |
| 23578 Baedeker        | 1995 DR13    | 22 tháng 2 năm 1995  | Tautenburg Observatory | F. Börngen                           |
| 23579 -               | 1995 EN5     | 2 tháng 3 năm 1995   | Kitt Peak              | Spacewatch                           |
| 23580 -               | 1995 OZ2     | 22 tháng 7 năm 1995  | Kitt Peak              | Spacewatch                           |
| 23581 -               | 1995 OE5     | 22 tháng 7 năm 1995  | Kitt Peak              | Spacewatch                           |
| 23582 -               | 1995 QA3     | 31 tháng 8 năm 1995  | Oizumi                 | T. Kobayashi                         |
| 23583 Křivský         | 1995 SJ1     | 22 tháng 9 năm 1995  | Ondřejov               | L. Šarounová                         |
| 23584 -               | 1995 SB31    | 20 tháng 9 năm 1995  | Kitt Peak              | Spacewatch                           |
| 23585                 | 1995 SD53    | 28 tháng 9 năm 1995  | Xinglong               | Beijing Schmidt CCD Asteroid Program |
| 23586 -               | 1995 TA1     | 13 tháng 10 năm 1995 | Chichibu               | N. Sato, T. Urata                    |
| 23587 Abukumado       | 1995 TE8     | 2 tháng 10 năm 1995  | Geisei                 | T. Seki                              |
| 23588 -               | 1995 UX3     | 20 tháng 10 năm 1995 | Oizumi                 | T. Kobayashi                         |
| 23589 -               | 1995 UR6     | 23 tháng 10 năm 1995 | San Marcello           | L. Tesi, A. Boattini                 |
| 23590 -               | 1995 UD34    | 21 tháng 10 năm 1995 | Kitt Peak              | Spacewatch                           |
| 23591 -               | 1995 UP44    | 16 tháng 10 năm 1995 | Nyukasa                | M. Hirasawa, S. Suzuki               |
| 23592                 | 1995 UB47    | 27 tháng 10 năm 1995 | Kushiro                | S. Ueda, H. Kaneda                   |
| 23593 -               | 1995 VJ      | 2 tháng 11 năm 1995  | Oizumi                 | T. Kobayashi                         |
| 23594                 | 1995 VJ2     | 13 tháng 11 năm 1995 | Nachi-Katsuura         | Y. Shimizu, T. Urata                 |
| 23595 -               | 1995 VR11    | 15 tháng 11 năm 1995 | Kitt Peak              | Spacewatch                           |
| 23596 -               | 1995 WQ      | 17 tháng 11 năm 1995 | Oizumi                 | T. Kobayashi                         |
| 23597 -               | 1995 WY4     | 24 tháng 11 năm 1995 | Oizumi                 | T. Kobayashi                         |
| 23598 -               | 1995 WL13    | 16 tháng 11 năm 1995 | Kitt Peak              | Spacewatch                           |
| 23599 -               | 1995 XV      | 12 tháng 12 năm 1995 | Oizumi                 | T. Kobayashi                         |
| 23600 -               | 1995 XC1     | 15 tháng 12 năm 1995 | Oizumi                 | T. Kobayashi                         |